# Alid
L'Alid, aussi appelé Alit est un volcan d'Érythrée.

## Géographie
L'Alid est situé en Afrique de l'Est, dans le centre de l'Érythrée, dans la région de Semien-Keih-Bahri. Il est situé dans le Nord de la vallée du Grand Rift, en Dancalie, une dépression formée d'un graben orienté nord-nord-ouest-sud-sud-est entouré de deux horsts : les plateaux d'Éthiopie à l'ouest et le bloc Danakil à l'est. La mer Rouge se situe vers le nord et Asmara, la capitale érythréenne, vers le nord-ouest.
Le volcan est constitué de terrains sédimentaires soulevés par l'intrusion dans la croûte terrestre d'une masse de magma et recouverts de coulées de lave basaltiques et rhyolitiques ayant subi un début d'érosion. De forme grossièrement circulaire et culminant à 904 mètres d'altitude, il domine la région de 700 mètres. Le sommet du volcan est entaillé par un graben orienté est-ouest de deux kilomètres de largeur et de trois kilomètres de longueur dont le tiers oriental est constitué d'une caldeira d'un kilomètre de largeur, d'un kilomètre et demi de longueur et de cent mètres de profondeur formée par une éruption plinienne. Le volcan est entouré au nord-ouest et au sud-est de grandes coulées de lave datant probablement de l'Holocène et émises par une série de fissures éruptives orientées nord-nord-ouest-sud-sud-est. L'activité volcanique actuelle se limite à des fumerolles sur le flanc nord du volcan.

## Histoire
Des éruptions datant de la fin du Pléistocène ont émis de grandes quantités de ponce rhyolitique. Plus récemment, des coulées de lave ont été émises probablement durant l'Holocène. L'activité volcanique actuelle de l'Alid est constituée de fumerolles très actives présentes sur le flanc nord de la montagne.